# 承平 (日本)
承平（931年5月16日~938年6月22日）是日本的年號。使用這年號之日本天皇是朱雀天皇。

## 改元
- 延長九年四月廿六（931年5月16日） ：改元。
- 承平八年五月廿二（938年6月22日） ：改元天慶。

## 出處
- 《漢書•成帝记》：公卿称职，奏议可述。遭世承平，上下和睦。

## 紀年、干支、西曆對照表
| 承平 | 元年  | 二年  | 三年  | 四年  | 五年  | 六年  | 七年  | 八年  |
| ---- | ----- | ----- | ----- | ----- | ----- | ----- | ----- | ----- |
| 公元 | 931年 | 932年 | 933年 | 934年 | 935年 | 936年 | 937年 | 938年 |
| 干支 | 辛卯  | 壬辰  | 癸巳  | 甲午  | 乙未  | 丙申  | 丁酉  | 戊戌  |